# Marc Wehrlin
Marc Wehrlin (* 7. Mai 1948 in Bern; † 30. Januar 2022 ebenda) war ein Schweizer Filmfachmann, Rechtsanwalt und Politiker (Grüne Freie Liste).

## Leben
Marc Wehrlin wuchs in Bern auf und besuchte dort die Schulen und von 1967 bis 1974 die Universität. Während seines Rechtsstudiums war er Gerichtsberichterstatter für Presse und Radio. Von 1975 bis 1995 war er selbstständiger Rechtsanwalt mit eigener Advokatur.
Politisch engagierte sich Wehrlin zunächst im Berner Stadtparlament (1977–1986) und dann im Grossen Rat des Kantons Bern (1986–1995). Er war Vertreter des Jungen Bern, welches später zur Grünen Freien Liste und Teil der Grünen Schweiz wurde. Sein Parteikollege, schrieb der Berner Stadtpräsident Alec von Graffenried in einem Nachruf, sei Mitte der 1980er-Jahre «der Kopf und das Herz der Partei» gewesen. Als Präsident der Stiftung Contact kämpfte Wehrlin für die Gassenarbeit für Drogenabhängige und deren gesundheitliche Stabilisierung und gesellschaftliche Integration; das Contact spurte damals in Bern das neue Viersäulenmodell in der Drogenpolitik für die Schweiz vor.
Wehrlin spezialisierte sich auf Filmfragen, Medien- und Urheberrecht. Er beteiligte sich an der Gründung mehrerer Organisationen im Filmbereich, darunter der Genossenschaft für Urheberrechte Suissimage, der Vereinigung zur Bekämpfung der Piraterie SAFE, des Dachverbands Cinésuisse und der Weiterbildungsstiftung FOCAL, und trug zu ihrer Entwicklung bei. Er amtete als Präsident und Sekretär des Filmverleiherverbands (1977–1989) und war Mitglied der Eidgenössischen Filmkommission (1978–1994).
1995 wurde Wehrlin Leiter der Sektion Film des Bundesamtes für Kultur, eine Funktion, die er zehn Jahre lang innehatte. Während seiner Amtszeit wurden die erfolgsabhängige Filmförderung Succès Cinéma, der Schweizer Filmpreis sowie das neue Filmgesetz geschaffen, und die Schweiz nahm ihre Beteiligung am europäischen audiovisuellen Programm MEDIA wieder auf. Von 2005 bis 2008 wirkte er als stellvertretender Direktor des Bundesamts für Kultur. In all diesen Jahren setzte er sich ausserdem an der Seite von Hervé Dumont, dem damaligen Direktor der Cinémathèque suisse, massgeblich dafür ein, dass das Projekt des neuen Forschungs- und Archivierungszentrums der Institution in Penthaz Gestalt annehmen konnte. Im Januar 2010 wurde er zum Präsidenten der Institution ernannt und blieb bis Juni 2016 im Amt.
Wehrlin absolvierte zwischen 2003 und 2005 eine berufsbegleitende Weiterbildung zum Mediator an der Berner Fachhochschule und studierte bei Matthias Varga von Kibéd und Insa Sparrer systemische Strukturaufstellungen. Ab 2008 war er als Mediator in und zwischen Organisationen tätig und beriet Firmen, Institutionen, Private und die öffentliche Hand.
Walter Ruggle würdigte Wehrlin in einem Nachruf als «diskret, die eigene Person nicht in den Vordergrund stellend, kompetent und liebevoll und doch scharfsinnig begleitend, ein hervorragender Analytiker, der stets darauf bedacht war, die verschiedenen Aspekte einer Sachlage ruhig zu erkennen und klar zu benennen. Keiner verstand es wie er, den wilden Haufen, der die Schweizer Filmbranche bildet, so zu begleiten, dass am Ende in der Regel alle hinter einem Resultat standen oder hätten stehen können, weil er nicht einfach auf verwedelnden Ausgleich bedacht war, vielmehr auf das Gemeinsame setzte, das sich überall finden lässt.»
Marc Wehrlin starb im Alter von 73 Jahren an den Folgen eines Herzinfarkts.